# Bob van Blommestein
Bob van Blommestein (Den Haag, 24 juli 1943 – Amsterdam, 6 juli 2018) was een Nederlands aquarellist, graficus, illustrator en schilder.

## Biografie
Van Blommestein volgde zijn opleiding aan de Koninklijke Academie van Beeldende Kunsten en de Gerrit Rietveld Academie. Hij werd bekend om zijn boekomslagen, illustraties en stillevens. Hij verzorgde het merendeel van de omslagen voor de Bruna FeH-reeks. Hij illustreerde meerdere uitgaven van het de Nederlandse private press Sub Signo Libelli. Zijn stillevens worden gekenmerkt door de surrealistische aanwezigheid van beweging en het voor aquarel uitzonderlijke gebruik van clair-obscur.
Van Blommenstein gaf bijna veertig jaar tekenen, beeldende vorming en kunstgeschiedenis aan het Barlaeusgymnasium.
In 2010 verscheen een overzichtsuitgave van zijn aquarellen met de titel Natura Morta Mobile.